# サルゲッチュ2
『サルゲッチュ2』は、ソニー・コンピュータエンタテインメントが2002年7月18日に発売したPlayStation 2用のゲームソフトである。サルゲッチュシリーズの3作目。
海外では2016年にPlayStation 4で配信されたが、日本では配信されていない。

## 概要
シリーズの正統進化第2弾。今作では、主人公が前作までのカケルに代わって、新キャラクターのヒカルが務める。ピポサルの数やガチャメカ・乗り物の種類なども大幅に増加している。ストーリー自体は、『1』よりもシリアス成分は大幅に削られ、ややコミカルな展開になっている。前作では、いわゆる中ボスと呼べる存在にヒロキがいたが、今作は新キャラクター『グレート戦隊ウッキー5』が中ボスを務めている。ピポサルのバリエーションも増え、今作からパンツの色不明のピポサルが登場し、そういったピポサルは特殊な衣装を着ている(アフロサル、闘牛士サル、騎士サル、人魚サル、ツタンカーメンサルなど)。
全体的に難易度は易しくなっており、前作では、足場のない場所への落下はTシャツ一枚分の損失になるが、本作からはビスケット1枚分の損失になる。また、今作の新キャラクターピポッチがビスケットが0枚になった際に1枚与えて復活できるケースがある。また、ステージクリア後はジャンプでワープのように消えていく場面も見られるようになった。
前作では、ステージ上に落ちているチップを100枚集めればTシャツ1枚分として与えてくれたが、今作ではトラベルステーションにあるガチャボックスという機械に使用して様々なアイテムを手に入れられるようになる。ビスケットやTシャツ、パチンガーの弾など冒険の役に立つもの、メカヨンクの別モデル、ミニゲーム、写真や漫画・音楽などギャラリーでみられるものなどが手に入る(これらを手に入れることも達成率に反映される)。また、ミニゲームがガチャボックスで手に入るため、スペクターコインは廃止された。

## あらすじ
ハカセが旅行に出かけることになり、カケルの従兄弟で今回の主人公でもあるヒカルがモンキーパークのサルたちに（ピポサル2001で回収、洗濯した）出来立てホヤホヤサル専用パンツを転送するようにと頼まれていた。だが彼は、かなりのおっちょこちょいであり、パンツと一緒に過去に問題を起こしたピポヘルをも転送してしまい、重量オーバーによる暴走で研究所ごと転送装置を破壊してしまう。さらに、転送されたピポヘルを被り、スペクターとその部下であるピポサル達が復活。サルが再び世界征服を始める。その責任としてヒカルがピポサルを捕まえに行く事になるのであった。

## ガチャメカ
基本的にはヒカルを主人公とした場合の事を優先的に記述する。

### 基本ガチャメカ
オヨゲッチャーとサルバスターを除き水の中では使用できない。
メカボー
本作の最初から持っているガチャメカの一つ。武器のガチャメカ。柄に青系の色をした棒が付いた外見。
普通に叩いて攻撃したり回転ぎりと称される横に回転するように攻撃する事が出来る。ジャンプ中に攻撃したりふせたまま攻撃する事も出来る。攻撃力はパチンガーのノーマルダマ2個分。
メカボーでガチャボックスを回したり、スイッチを起動させたり、一部の物は壊せる。
ゲットアミ
本作の最初から持っているガチャメカの一つ。本作のゲームとしてのテーマを形成するのに重要となるガチャメカである。虫取り網のような姿をしている。
ピポサルに被せるとピポサルを捕まえる事ができる。ゲットアミは縦や横に振る形で使用し、ジャンプ中やふせ中でも振れる。
サルバスター
『サルゲッチュ2 ウッキウッキーディスク』をプレイして手に入れられるガチャメカでゲットアミの別バージョン。サルバスターとしては本作初登場のガチャメカである。見た目はオヨゲッチャーの色違いである（サルバスターは青色）。メニュー内のガチャメカ選択画面でゲットアミと切り替える事で使用できる（サルバスターが使用できる間はゲットアミを使用できない）。
アミを発射する事が可能でありアミをピポサルに当てるとピポサルを捕まえる事が出来る。他の基本ガチャメカと違い水の中でも使用可能でありサルバスターが使用できる間は他のガチャメカを持っている時に水の中に入ると自動でサルバスターに切り替わる。
オヨゲッチャーの実質的な上位存在であるが水の中での性能はオヨゲッチャーと同一であり、あくまでもゲットアミの別バージョンである。
サルレーダー
本作の3番目に手に入るピポサルを見つけるためのガチャメカ。アンテナのようなものが付いている。
音と光を発生させるように使いアンテナを回転させる事が出来る。何もない所で使用するとある音と青い光を発するが使用中にピポサルのいる方向にアンテナを向けると違う音と赤い光を発してピポサルがある程度近くにいる場合はサルカメラと称されるピポサルの場所やピポサルの個人情報を示した映像（下に表示させる文章はサルコメントと称される）を見る事が出来る（ピポサルが物に隠れている場合はピポサルの近くにきてもサルカメラを見られない場合がある）。
ダッシュフープ
本作の5番目に手に入る移動のガチャメカ。攻撃もできる。光るフラフープのような姿をしている。
フープを回してパワーを溜める事で高速移動できる。高速移動中は敵に体当たりする形で攻撃したり通常の速度では滑落する坂を登ったりする事が出来る。体当たりの攻撃力はパチンガーのノーマルダマ2個分。
パチンガー
本作の6番目に手に入る武器に使うガチャメカ。パチンコのような姿をしている。
玉を飛ばして攻撃する事が出来る。玉は遠くまで飛ぶので遠くの物やキャラクターに当てる事が出来る。玉を飛ばして丸いスイッチを押す事ができてガチャボックスを回る事やカプセルを割る事も可能。また、玉は檻などの隙間のある場所は通り抜ける事ができる。パチンガーの玉はノーマルダマとばぐれつダマとゆうどうダマの3種類が存在する。
ノーマルダマ
基本的な玉。弾数は無限。他の武器にもなるガチャメカと比較して攻撃力は低い。
ばくれつダマ
玉の数に限りがあり初期の所持できるばくれつダマの上限は9~99個。(ばくれつダマのケース１つ獲得で上限が１つ増える)パチンガーのノーマルダマ4個分の攻撃力を持つ。
ゆうどうダマ
玉の数に限りがあり初期の所持できるゆうどうダマの上限は9~99個。(ゆうどうダマのケース１つ獲得で上限が１つ増える)ゆうどうダマ1個で一度に3発玉を発射する。パチンガーを引いてる時に一回でも敵にカーソルを当てると敵に的のようなものが登場しその状態で発射すると的に向かって玉が飛んでいく。
メカヨンク
本作の7番目に手に入る武器のガチャメカ。ラジコンカーのような姿をしている。
手元のラジコンでラジコンカーを操作し、遠隔から操作し、シタッパーズやピポサルを攻撃する。メカヨンクでしか通れない小さな穴やパイプがある。スイッチが複数ある場所では、ヒカルとメカヨンクで踏んで作動させることが出来る。本作では、ガチャボックスでメカヨンクの異なるモデルを入手することが出来る。
トビトンボ
本作の8番目に手に入る移動に使うガチャメカ。
前作から見た目が大きく変化し、竹とんぼに近い見た目になった。高く飛ぶことが出来、ゆっくりしたスピードで滑空していくため、大きく開いた足場を移動することも出来、高いところからダメージを受けずに着地することも可能。また、羽根には攻撃力があるが、意図的に当てることは難しい。
マジックパンチ
1周目のスペクターを捕まえると手に入る武器のガチャメカ。
硬い壁やブロックなどを破壊することができ、ピポサルは1発でダウンする。攻撃力はメカボーの2倍。隠れている場所をマジックパンチで壊さないとゲッチュできないピポサルもいる。
ミズデッポー
本作初登場のギミック解除に使うガチャメカ。水色の放水弁のような姿をしている。
右スティックを回すことで放水でき、火を消したり、水車レバーを回すことができる。また、ボート以外の乗り物(ボートは破壊されないので対象外)がダメージを受けている状態で水をかけることで回復させることができる。
バナナブーメラン
本作初登場の武器のガチャメカ。名前の通りバナナ型のブーメラン。
パチンガーと同じ操作で投げることで攻撃及びガチャチップの回収ができ、更に投げたあと右スティックを回すことでバナナの匂いを放つことができる。このバナナの匂いは満腹度の低いピホサルを誘き寄せることが可能。
マグネッター
本作初登場のギミック解除に使うガチャメカ。先端にU字磁石が付いている。
右スティックを倒した方向に強力な磁力を放ち、磁石マークの付いたブロックやガチャチップを吸い寄せる。一部の磁石マーク付きブロックはヒカル自身が貼り付き、そのまま引っ張ったり貼り付いたままブロックごと移動することができる。また、ピポサルが持っている銃火器を奪い取って無防備にできる他、一部のシタッパーズが身に付けている磁石マーク付きの武器や防具も引き剥がすこともできる。

### 水専用のガチャメカ
水の中でのみ使用するガチャメカ。
オヨゲッチャー
本作の4番目に手に入るガチャメカ。黄色の物体。水の中に入ると持っているガチャメカは自動でオヨゲッチャーに切り替わる（サルバスターを使用できる間を除く）。
水の中に留まったり水の中を泳ぐ事が可能（左右に旋回したり下方向に潜ったり上方向に上がる事も可能）。さんそゲージと言う物があり水の中に潜っているとさんそゲージが減っていきさんそゲージがなくなるとダメージを受けてしまう（さんそゲージが減っても水面まで戻ればさんそゲージは回復する）。スイチュウアミを発射する事が可能でありスイチュウアミを水の中にいるピポサルに当てるとピポサルを捕まえられる。
サルバスターを使用できる間では使用できない（ただしサルバスター自体は水の中ではオヨゲッチャーの代わりになるのでゲームシステムとしての問題はない）。

## ビスケット・ジャケット・ガチャチップ・玉
ビスケット
本作におけるHPやライフのような存在。最初はビスケットを5枚持っている（ヒカル・カケルが所持できるビスケットの上限も5枚である）がダメージを受けるとビスケットが減っていきビスケットが完全になくなるとジャケットの数が1つ減る（ジャケットを一つも持っていない時にビスケットが完全になくなるとゲームオーバーとなってしまう。また、主人公をヒカルにしていてピポッチがいる時にビスケットが完全になくなるとピポッチがビスケットをヒカルにあげて難を逃れる場合がある）。ビスケット5枚は実質的にはライフに例えればライフ10個分でありビスケット1枚はライフ2個分にあたる（ライフが1個減ったのを表す時はビスケットにひびが入る表現をする）。
ステージのビスケットを拾う事でビスケットを補充できる。ステージのビスケットはステージのある場所にあらかじめ置いてあったりステージのある物を壊した時に出現し、ガチャボックスのカプセルを割った時に2枚出現する事もある。また、所持しているビスケットが少ない時にシタッパーを倒すとビスケットを落とす場合がある。
デカビスケット
ビスケット5枚分にあたる物で拾うと所持ビスケットが満タンになる。ステージのある場所にあらかじめ置いてあり、ガチャボックスのカプセルを割った時に出現する事もある。
ジャケット
ヒカル・カケルの補欠のようなものであるジャケット。ヒカルのジャケットとカケルのジャケットはデザインが違う。ヒカル・カケルのビスケットが完全になくなると所持しているジャケットの数が一つ減る。ステージのジャケットを拾うと所持ジャケットの数が増える。ジャケットはステージのある場所にあらかじめ存在しており、ガチャボックスのカプセルを割った時に出現する事もある。また、所持しているジャケットの数が少ない時にシタッパーを倒すとジャケットを落とす時もある。
ガチャチップ
ガチャボックスに使用できる黄色で丸いチップ。所持できるガチャチップの上限は999枚。
ステージによく配置されておりシタッパーを倒したり物を破壊したりすると出現する事がある。
ガチャチップ（この文章のガチャチップは下述のデカチップ・ドデカチップも含む）を拾うとある特別な時間が一定時間発生してガチャチップを拾ってから一定時間内に別のガチャチップを拾う事とその特別な時間を継続できてその特別な時間が発生している時にガチャチップを5枚拾うとその特別な時間が発生している時限定でステージのガチャチップのランクが1段階上がり（ガチャチップはデカチップになりデカチップはドデカチップになる）その状態でその特別な時間を維持したままガチャチップを5枚拾うとその特別な時間が発生している時限定でステージのデカチップになっているガチャチップがドデカチップになる。
デカチップ
ガチャチップ5枚分にあたる物で拾うとガチャチップを5枚入手できる。
ドデカチップ
ガチャチップ10枚分にあたる物で拾うとガチャチップを10枚入手できる。
タマのケース
パチンガーのタマを持てる上限を増やすアイテム。ガチャボックスから入手できる。
ばくれつダマのケース
ばくれつダマを持てる上限が1個増える。最大99個まで持てるようになる。
ゆうどうダマのケース
ゆうどうダマを持てる上限が1個増える。最大99個まで持てるようになる。

## ステージ
基本的にはヒカルを主人公とした場合の事を優先的に記述する。トラベルステーションとトレーニングスペースについては下述を参照。

### ステージ一覧
うみべパーク
本作の最初のステージ。ニューヨークのセントラル・パークのような公園で、奥に自由の女神の格好をしたピポサルの像が立っている。
そよかぜビレッジ
2番目のステージ。オランダの田園地帯のような村で大きな風車が立っている。水色パンツのピポサルが初登場する。
どんぶらポート
3番目のステージ。イタリアのヴェネツィアを思わせるステージ。ポートの名の通り水路が張り巡らされている。その他カラーのピポサルが初登場する。
じょうねつストリート
4番目のステージ。スペインの古い町並みのような外観。青パンツのピポサルが初登場する他、闘牛士の格好をしたピポサルもいる。
たいけつ!ウッキーブルー
5番目のステージ。ウッキーブルーとの対戦。空中に浮いた道路は信号が赤となっている時に渡ると崩れ落ちるようになっている。
どっきりキャッスル
6番目のステージ。ヨーロッパの古城風の造りでゴシックホラーな雰囲気が漂う。白パンツのピポサルと、ピポサルが投げる爆弾が初登場する。
ドコニアルファクトリー
7番目のステージ。広い工場の内部を進む。レーザー銃とピポッチロボが初登場する。
カジノシティ
8番目のステージ。カジノやサーカス小屋、バー、ディスコ等、アミューズメント施設が集まった、ラスベガスのような雰囲気。黒パンツのピポサルとマシンガン、火を噴くための松明が初登場する。また、アフロヘアーのダンサーやピエロの格好をしたピポサルがいる。
しのびじょう
9番目のステージ。時代劇に登場する城のような和風のステージ。登場するピポサルも忍者や侍のような姿で、銃器は持たずに手裏剣や槍を持つ。
たいけつ!ウッキーイエロー
10番目のステージ。ウッキーイエローと対戦する。相撲の土俵があり、その外はまきびしだらけになっている。
ゆきだまマウンテン
11番目のステージ。雪の降り積もるステージで北欧風の木の家が存在する。ピポサルたちは皆防寒着姿で、スノーモービルとスキーサル、雪玉サルが登場する。
みはらしバレー
12番目のステージ。洞窟や渓谷、水辺が組み合わさった自然公園のようなステージ。赤パンツのピポサルが初登場する。
とこなつビーチ
13番目のステージ。南国の海辺のステージ。サブマリンが登場し、沈没船を探索できる。
たいけつ!ウッキーピンク
14番目のステージ。ウッキーピンクと対戦する。
カンフーテンプル
15番目のステージ。中国の秘境にある修行寺のような雰囲気。このステージから落ちるとダメージを受ける場所が多くなっていく。ピポサルたちは道着を着ており、キックで攻撃する。
サルテノンしんでん
16番目のステージ。古代ギリシャの神殿を思わせる神秘的な雰囲気のステージ。途中に巨大な水槽の中を移動する必要がある。緑パンツのピポサルと、ピポサルが飛ばすミサイルが初登場し、サブマリンも登場する。
ハラハラピラミッド
17番目のステージ。エジプトの遺跡を思わせるステージ。ピラミッドとスフィンクスの内部を探索するが、中には様々な仕掛けが施されている。ピポサルたちはパンツではなく腰巻き姿で、黄と白のパンツのピポサルに1匹ずつ槍を扱う者がいる。また、エジプトのファラオのような格好のピポサルがいる。
たいけつ!ウッキーホワイト
18番目のステージ。ウッキーホワイトと対戦するステージ。ヒカルを模したヒカルロボを操ってくる。ウッキーホワイト本人はバリアで守られており、攻撃するにはまずヒカルロボの背中にある弱点を攻撃し、機能停止させる必要がある。
かいぞくアイランド
19番目のステージ。海辺の海賊船からスタートし、火山の中を探索するステージ。ピポサルは海賊姿で爆弾を基本装備にしている。黒パンツサルは更に海賊船長の格好で拳銃を撃つ。
サルスベールたいりく
20番目のステージ。北極ないしは南極に近い全体が氷に覆われたステージ。シリーズ恒例のサルおんせんはこのステージにあり、温泉客サルは無防備。スケートサルとスキーサルは青い服を着る。スノーモービルも登場する。
きょうりゅうジャングル
21番目のステージ。恐竜が生息しているジャングルステージ。1匹だけ、巨大アンテナを警備する緑色の軍服を着たピポサルがいる。また、リュックを背負った黄パンツピポサルに、拳銃を撃つ者がいる。
たいけつ!ウッキーレッド
22番目のステージ。ウッキーレッドと対戦する。プロレスのリングのようなステージで、周囲はティラノサウルスが徘徊している。
まてんろうシティ
23番目のステージ。超高層ビル群の間を縫うように進んでいくハードボイルドな雰囲気のステージ。このステージ以降は落下死の危険性が大幅に高くなる。タンクが多数登場する。
エリアウッキー
24番目のステージ。アメリカ西部らしき峡谷の中にあるピポサルの軍事基地で、様々な機器が開発されているところが見られる。白以外のパンツのピポサルは軍服を、白パンツは白衣を着ており、いずれも爆弾を投げる。ここにもタンクが登場する。このエリア以降、ゲームはノルマ制から最深部到達制になる。
たいけつ!きょだいイエロー
25番目のステージ。逃走後にバナナミンZの食べすぎで巨大化し、暴走したウッキーイエローと対戦をする。
ムーンベース
26番目のステージ。スペクターがナマケモノ砲を地球に射撃するために作った月面基地。ピポサルは全員宇宙服を着ている他、ミサイルを標準装備している。サイボーグを思わせるパワードスーツを着たピポサルも登場。ここにもロボットが登場する。
たいけつ!スペクター
27番目のステージ。スペクターと対戦をする。
けっせん!スペクター
28番目のステージ。スペクターと2度目の対戦を行う。

### ピポサル
黄色パンツ
最序盤から登場する基本的なピポサル。レーザー銃を撃つのはこの色のピポサルのみ。
ピポサルのぬいぐるみ
トレーニングスペースに存在するピポサルのぬいぐるみ。
水色パンツ
そよかぜビレッジから登場。能力的には黄色のパンツのピポサルと大差ないが、より非攻撃的で臆病な者が多い。物の中に隠れていたり見つかりづらい所や行くのが難しい場所にいるパターンが多いため捕獲がやや難しく、木製の鍋蓋や緑地にバナナ柄の風呂敷を構えて身を守る。
青パンツ
じょうねつストリートから登場。ゴーグルをつけており、他のピポサルと比較して足が速いのが特徴。走ってる途中で転んで隙を見せる個体や、ヒカルが滑って転ぶようにバナナの皮を撒く個体がいる。
白パンツ
どっきりキャッスルから登場。眼鏡をかけたピポサル。周りがよく見えていないため接近しやすいという弱点があるが見つかると爆弾を投げて攻撃してくる。唯一、「1」から性格が大きく変わったピポサル(「1」は警戒心は高く設定されていた)。
黒パンツ
カジノシティから登場。ネクタイを付けサングラスを掛けたアウトローな雰囲気のピポサル。マシンガンを標準装備しており、近づくと乱射してくるがその間は逃げられない上にリロードで隙を見せるという弱点がある。
赤パンツ
みはらしバレーから登場。目つきが悪くグローブをはめているピポサル。攻撃的な性格で捕まりそうになるとパンチで攻撃してくる。
緑パンツ
サルテノンしんでんから登場。スコープを嵌めてミサイルポッドを背負っている（一部に背負っていない個体もいる）。警戒心が高くミサイルの攻撃も厄介だが、基本的に足が遅く、スコープは動いている物体しか視認できないため接近が容易。
その他のピポサル
どんぶらポートから登場。パンツの色がはっきりしていないピポサルで色は黄・水色・青・白・黒・赤・緑の7色に?のマークが付く形で表現される。パンツの色がはっきりしているピポサルと比較して見た目や能力が様々で、そのステージの雰囲気に合った姿をしている。

### 仕掛け
メッセージフォン
ナツミやハカセがアドバイスを話してくれる赤色の回転ダイヤル式電話機。初回のみメッセージフォンに近づくと呼び出しベルが鳴ってそのまま黙っていると話がはじまる。メカボーなどで攻撃すれば何度でも話を始められる。
青いメッセージフォン
青色のメッセージフォン。呼び出しベルが鳴らない事を除けば性能は赤色のメッセージフォンと同じ。
スイッチ
丸いスイッチ
メカボーのトレーニングスペース（ピポサルがいるステージの中ではじょうねつストリート）から登場。メカボーやパチンガーなどで衝撃を与えると何かが起こる。
床のスイッチ1
サルレーダーのトレーニングスペース（ピポサルがいるステージの中ではじょうねつストリート）から登場。踏むと何かが起こる。
床のスイッチ2
どんぶらポートから登場。レバーのようなものが付いており、メカボーで叩くなどでレバーを現在とは反対の方向に傾ける事が可能でありレバーを反対に傾けると何かが起こる（レバーの位置を元に戻す事も可能）。
横棒
そよかぜビレッジから登場。上部分にある横になった棒ジャンプする事でぶら下がる事が出来てぶらさがったまま棒に沿って移動する事が出来る。
水
オヨゲッチャーのトレーニングスペース（ピポサルがいるステージの中ではどんぶらポート）から登場。水たまりの場所。水の中に入ると持っているガチャメカは自動でオヨゲッチャー（サルバスターを使用できる間ではサルバスター）に切り替わる。
光る坂
じょうねつストリートから登場。この坂は普通に登る事はできないがダッシュフープのダッシュで登る事が出来る。

## トラベルステーション
本作の拠点となるステージ。ナツミの部屋を改造して作られた場所である。基本的にはヒカルを主人公とした場合の事を優先的に記述する。
ワープ装置
ピポサルのいるステージに行く入口となる場所。
データそうち
ゲームをセーブしたり別のデータをロードできる場所。
トレーニングそうち
トレーニングスペースに行く入口となる場所。
トレーニングスペース
トレーニングそうちから入れるガチャメカの練習が出来るステージ。
ガチャボックス
巨大なカプセルトイ。ガチャチップを10枚消費する事でカプセルが1個転がってきてカプセルを割ると何かしらのアイテムが登場する。物語をすすめるごとに手に入れられるアイテムの種類は増えていく。
出現するアイテムはひみつのしゃしん（詳しくはひみつのしゃしんかんを参照）・シタッパーのしゃしん（詳しくはシタッパーズブックを参照）・せっていしりょう（詳しくはせいさくブックを参照）・ピポサルしょうせつ（詳しくはピポサルぶんこを参照）・4コマまんが（詳しくは4コマブックを参照）・サウンドCD（詳しくはサウンドシアターを参照）・ムービーテープ（詳しくはムービーシアターを参照）・ナツミの研究メモ・ハカセの秘密日記・おみくじ・スペクターからの手紙・ガチャチップ・デカチップ・ドデカチップ・ビスケット・デカビスケット・ジャケット・ばくれつダマのケース（カジノシティクリア以降）・ゆうどうダマのケース（カジノシティクリア以降）・ばくれつダマ（カジノシティクリア以降）・ゆうどうダマ（カジノシティクリア以降）などがある。
ひみつゲームコーナー
ひみつゲームが遊べる場所。ひみつゲームはすべてガチャボックスで手に入る。
ダンスでBON!
ドッジサッカー フットサル
激ムズ!ウッキークライマー
ギャラリー
サルブック
捕まえたピポサルが見られる。ピポサルを捕まえるたびに新たなピポサルを見られるようになる。
ひみつのしゃしんかん
ひみつのしゃしんが見られる。ステージの物を写した写真などが収録される。しゃしんはガチャボックスで手に入れる事が出来て物語を進めるごとに手に入れられるしゃしんが増えていく。
シタッパーズブック
シタッパーのしゃしんが見られる。シタッパーを写した写真。しゃしんはガチャボックスで手に入れる事が出来て物語を進めるごとに手に入れられるしゃしんが増えていく。
せいさくブック
せっていしりょうが見られる。しりょうはガチャボックスで手に入れる事が出来る。物語の序盤でも大半のしりょうは手に入れられる。
ピポサルぶんこ
ピポサルしょうせつが読める。ピポサルしょうせつはガチャポックスで手に入れる事が出来る（ガチャボックスのカプセルがら出てくる時は一つのピポサルしょうせつの1ページが出てくる）。どのしょうせつも物語の序盤から手に入れられ物語の序盤でもしょうせつを全て揃える事が可能である。しょうせつはいずれも童話やお伽話の登場人物をピポサルに置き換えたパロディであり、原典の物語がブラックジョーク的に改変されている。また、本作のシナリオ初期案（カケルが主人公でシリアス風のストーリー）を見る事もできる。
4コマブック
4コマまんがが見られる。まんがはガチャボックスで手に入れる事が出来る。物語の序盤でも半分以上のまんがは手に入れられる。
サウンドシアター
サウンドCD（本作で使用されるBGM）を聴ける。CDはガチャボックスで手に入れる事が出来て物語を進めるごとに手に入れられるCDが増えていく。
ムービーシアター
ムービーテープ（本作のイベントの一部など）を観れる。テープはガチャボックスで手にいれる事が出来て物語を進めるごとに手に入れられるテープが増えていく。

## クリア特典
クリアしたセーブデータがあれば、タイトル画面でL1ボタンを押しながら「はじめから」を選択すると、カケルでゲームを進められるようになる。ヒカルと異なる点は、ガチャメカを最初から全て使える、ムービーがスキップされる、ピポッチがいない、の三点。